# El Colorado (Jalisco)
El Colorado es una localidad del estado mexicano de Jalisco. Es parte del municipio de Puerto Vallarta.

## Demografía
| Gráfica de evolución demográfica |
|                                  |

| Censo | Población |
| ----- | --------- |
| 1921  | 44        |
| 1930  | 100       |
| 1940  | 61        |
| 1950  | 33        |
| 1960  | 156       |
| 1970  | 369       |
| 1980  | 418       |
| 1990  | 423       |
| 2000  | 533       |
| 2010  | 1 023     |
| 2020  | 1 150     |